# Csókási Sajt-barlang
A Csókási Sajt-barlang Magyarország megkülönböztetetten védett barlangjai között van. A Bükki Nemzeti Parkban található. Labirintus jellegű járathálózata miatt a Bükk-vidék egyik különleges barlangja.

## Leírás
A Kis-fennsík középső részén, a Csókás nevű kiemelkedés nyugati oldalán, a Csókás-réttől északra, a Csókás-réti-víznyelőbarlangtól északra, körülbelül 160 méterre, a víznyelőbarlangtól számított második töbörnek az alján, a csókási erdészeti út nyugati, bal oldalán lévő, meredek oldalú töbörben, a töbör észak–északnyugati részén, erdőben, egy országos jelentőségű védett területen, egy sziklakibúvás tövében, a Csókási-barlang közelében van az 1,3 méter magas és 70 centiméter széles, természetes jellegű, lejtő tengelyirányú, szabálytalan alakú bejárata.
Felső triász mészkőben, tektonikus repedések mentén, a felszínről befolyó víz hatására jött létre. Inaktív víznyelőbarlang, de nagy esőkkor kis mennyiségben nyel vizet. A bonyolult elrendezésű járatok miatt hasonló egy hévizes eredetű barlanghoz. A barlang három szintre tagolható. Néhány helyen, nagy felületen előbukkan a szálkőtalp. Kürtők, aknák, gömbfülkék, meanderek, mennyezeti csatornák, gömbüstök, szinlők, ujjbegykarrok, hullámkagylók és hieroglifák vannak benne. Megfigyelhető a járatokban függőcseppkő, állócseppkő, cseppkőoszlop, szalmacseppkő, cseppkőléc, cseppkőzászló, cseppkőbekérgezés és cseppkőlefolyás, valamint típusos, gömbös borsókő, vagy huzatborsókő. A legmagasabb kürtője a Tiszta-teremből indul és nyolc méter magas. A legmélyebb, 10 méter mély akna a bejárati akna. A vízszintes kiterjedése 26 méter. A barlang végpontjának a távolsága a bejárattól légvonalban 19,23 méter. A lezáratlan barlang engedéllyel és barlangjáró alapfelszereléssel járható. A bejárati részen ajánlott egy 10 méter hosszú kapaszkodókötelet használni. Víznyomjelzéssel nem lett megállapítva, hogy a barlangban elfolyó víz hol bukkan elő.
A barlangra illik a neve, mert a járhatatlan méretű, de átlátható méretű nyílások és a lyukacsosra oldott mészkő egymásba nyíló járatai tényleg egy nagyon lyukas sajtra emlékeztetnek. Előfordul a barlang az irodalmában Augusztus 20.-barlang (Regős 2003), Augusztus 20-barlang (Lénárt 1977), Augusztus 20. barlang (Lénárt 1982), Csókási Labyrint-zsomboly (Regős 2003), Csókási-Sajt-barlang (Regős 2003), Csókási-viznyelőbarlang (Bertalan 1976), Csókási víznyelő (Borbély 1955), Csókási-víznyelőbarlang (Lénárt 1979), Csókás-réti-barlang (Hevesi 1977), Csókásréti Labyrinth-zsomboly (Ferenczy 2009), Labirint-barlang (Regős 2003), Mesebeli-barlang (Ferenczy 2009) és Sajt-barlang (Lénárt 1975) neveken is. 2006-ban volt először Csókási Sajt-barlangnak nevezve a barlang az irodalmában.

## Kutatástörténet
1953 augusztusában kezdődött el a barlang feltárása. 1953. augusztus 20-án tárult fel első jelentős szakasza. Borbély Sándor az 1955. évi Hidrológiai Közlönyben azt publikálta, hogy Újmassától É-ra 800 m-re, a Kovács-kő háromszögelési pontjától ÉÉK-re 750 m-re található töbörben, 450 m tengerszint feletti magasságban van a víznyelő. 1953. augusztus 20-án lett kibontva. Egy függőleges, 9 m mély aknával kezdődik. Az akna egy kis terembe vezet, ahonnan egy lejtős járaton keresztül egy másik kis terembe lehet jutni. Három járat indul a teremből. Kettőnek a vége elszűkül és a harmadiknak egy teremben van vége. A teremből három egymás melletti akna vezet tovább. A legmélyebb akna megkerülhető egy kanyargó folyosón és több aknán át. Nedves agyaggal nagyon eltömött a barlang legmélyebb pontja. Csak repedéseken keresztül észleltek vízhozzáfolyást. A tanulmányban korábban ismertetett feltárásokkor nem találtak aktív vízjáratot a Szeleta-zsomboly kivételével. A tanulmányhoz mellékelve lett a Csókási Sajt-barlang alaprajz térképe.
Az 1975. évi MKBT Beszámolóban az olvasható, hogy a Csókásréti-barlangtól É-ra található töbörben van a zsomboly, amely kb. 15 m mélységben labirintussá válik. Nagyon töredezett, korrodált formák vannak ebben az üregben. A Bányász Barlangkutató Csoport dolgozik a barlangban. Az 1976-ban befejezett, Bertalan Károly által írt kézirat szerint a Csókási-viznyelőbarlang a Bükk hegységben, Parasznyán, a Csókástól É-ra kb. 200 m-re, a műút bal oldalán, töbörben, berogyásból, 450 m tengerszint feletti magasságban nyílik. Kb. 50 m hosszú a barlang. Az időszakos víznyelőbarlangnak omlásveszélyes a bejárata. Az ismertetés egy publikáció alapján íródott.
Az 1977-ben megjelent, Bükk útikalauz című kiadványban az lett publikálva, hogy a Csókási Sajt-barlang a Csókási-barlang közelében található régi víznyelő. Függőleges bejárata egy olyan labirintusba vezet, amely sok helyen nagyon szűk és néhány helyen csak hason csúszva járható. Az 1979-ben kiadott, Barlangok a Bükkben című könyvben az olvasható, hogy a Csókási-víznyelőbarlang a Csókási-barlangtól a műúton jobbra indulva, a bal oldalon lévő második töbörben található fa tövében nyílik. Sajt-barlangnak is nevezik, mert nagyon zegzugos, egymást keresztező járatai vannak. Bejárati része kötélbiztosítással, de szabad mászással járható. Alsóbb részei közül több csak laposkúszással érhető el. A könyvhöz mellékelt, a Bükk hegység barlangokban leggazdagabb területét bemutató térképen látható a 11-es számmal jelölt barlang földrajzi elhelyezkedése.
Az 1980-as évek első felében egy rádőlt vastag fa miatt nem volt járható. Az 1984-ben napvilágot látott, Magyarország barlangjai című könyv országos barlanglistájában szerepel a Bükk hegységben lévő barlang két külön barlangként. Az egyik barlangnak Sajt-barlang a neve és Augusztus 20. barlang a névváltozata. A másik barlangnak Csókási-víznyelőbarlang a neve és Sajt-barlang a névváltozata. A listához kapcsolódóan látható az Aggteleki-karszt és a Bükk hegység barlangjainak földrajzi elhelyezkedését bemutató 1:500 000-es méretarányú térképen a két barlang földrajzi elhelyezkedése. 1987-ben a Borsodi Szénbányák IGSE Természetjáró Szakosztály Karszt- és Barlangkutató Csoportja kitisztította a barlang töbrét. 1989. április 8-án a Marcel Loubens Barlangkutató Egyesület egy kis termetű patkósdenevért és egy nagy termetű patkósdenevért észlelt a barlangban.
1990. január 20-án az egyesület tagja, Kiss János egy denevért figyelt meg a barlangban. 1993-ban Ferenczy Gergely arról számolt be, hogy a barlang bejárata be van tömve. A bejárati hasadékba egy méretes, valószínűleg a fakitermeléskor ott maradt fatuskó lett lökve és még néhány nagy kő torlaszolta el a bejáratot. Az 1994. évi MKBT Műsorfüzetben arról számolt be az egyesület, hogy a hegységben néhány rongálást tapasztalt. Segítséget kértek az olvasóktól, hogy akinek információja van a Kis-fennsík barlangjainak sorozatos, valószínűleg szándékos eltömedékeléseiről az értesítse az egyesületet.
Az 1990-es évek második felében egy beszorult kő miatt nem lehetett bejárni. 2000-ben, vagy 2001-ben a Bükki Nemzeti Park Igazgatóság stabilizáltatta a bejáratot. Egy rövid faácsolatot alakítottak ki, hogy visszafogja a törmeléket és átbontatta a bejárati akna elzáródását. A barlang 2003-ban készült állapotfelvételi kéziratában az olvasható, hogy a barlang hossza becslés alapján 100 m, mélysége becslés alapján 35 m, függőleges kiterjedése becslés alapján 35 m. Vízszintes kiterjedése 25 m. A bejárati aknában jó állapotú faácsolat található. Szabadon látogatható a barlang.
A Bükki Nemzeti Park Igazgatóság működési területén, a Bükk hegységben elhelyezkedő, 5362/57 kataszteri számú Csókási Sajt-barlang, 2006. február 28-tól, a környezetvédelmi és vízügyi miniszter 8/2006. KvVM utasítása szerint, megkülönböztetett védelmet igénylő barlang. A megkülönböztetett védelmet morfológiai különlegessége, a szövevényes járathálózat és viszonylag nagy hossza miatt kapta. 2006 őszén az Ariadne Karszt- és Barlangkutató Egyesület kapott megbízást arra a Bükki Nemzeti Park Igazgatóságtól, hogy térképezze fel a barlangot.
2007. május 12-től 2007. október 1–2-ig, a Szegedi Karszt- és Barlangkutató Egyesület és a Pizolit Barlangkutató Sportegyesület tagjai (Csizmadia Tünde, Köntös Tünde, Nagy Péter, Chikán Gábor, Csizmarik Zoltán, Tóth István, Fajszi Levente, Szabó R. Zoltán) felmérték a barlangot, majd Szabó R. Zoltán a felmérés felhasználásával, 2007. december és 2008. február között megszerkesztette, megrajzolta a barlang alaprajz térképét, alaprajz térképét (a barlang helyneveinek feltüntetésével), alaprajz térképét (és a hozzá tartozó 12 keresztmetszet térképét), a Pinceszint alaprajz térképét és 5 keresztmetszet térképét, a barlang vetített hosszmetszet térképét, a barlang vetített hosszmetszet térképét (a barlang helyneveinek feltüntetésével), a barlang bal oldali vetített hosszmetszet térképét és jobb oldali vetített hosszmetszet térképét.
A térképek 1:100 méretarányban mutatják be a barlangot és a nemzeti park anyagi támogatásával készültek. A barlang hossza a felmérés szerint 293,16 m, mélysége 26,49 m, vízszintes kiterjedése pedig 26 m. A felmérés során egy rövid, 20 m hosszú oldalágat, a Sityu-ágat is sikerült feltárni és kis patkósdenevéreket figyeltek meg a járatokban. A barlangban 17 darab fix pont lett elhelyezve. 2008-ban készült el a barlang végleges, szárazon rakott, terméskő falú bejáratbiztosítása. A barlang 2009-ben készült kezelési terve szerint a barlang szabadon látogatható. A Bükki Nemzeti Park Igazgatóság működési területén lévő, 5362-57 kataszteri számú Csókási Sajt-barlang, 2012. február 25-től, a vidékfejlesztési miniszter 4/2012. (II. 24.) VM utasítása szerint, megkülönböztetetten védett barlang.

## További irodalom
- Czenthe Huba: A Bükk-hegység barlangjai. Kézirat (szakdolgozat), Eger, 1965. 98. old. (Névcsere van benne.)
- Erdey Gyula: Bükk portyavezető. Budapest, Sport, 1954.
- Lénárt László: Hidrogeológiai kirándulások a Bükkben. Tankönyvkiadó, Budapest, 1977. 253–254. old.